# Contea di Yongren
La contea di Yongren (永仁县S, Yǒngrén XiànP) è una contea della Cina, situata nella provincia di Yunnan e amministrata dalla prefettura autonoma yi di Chuxiong.